# Der Herr der Ringe: Die Gefährten (Film)
Der Herr der Ringe: Die Gefährten ist ein neuseeländisch-US-amerikanischer Fantasyfilm und der erste Teil einer dreiteiligen Verfilmung des Romans Der Herr der Ringe von J. R. R. Tolkien. Regie führte der Neuseeländer Peter Jackson, nach dem Drehbuch von Fran Walsh, Philippa Boyens und Peter Jackson. Die Weltpremiere fand am 10. Dezember 2001 in London statt. In Deutschland startete der Film am 19. Dezember 2001 und lockte rund 11,8 Millionen Besucher in die deutschen Kinos. Weltweit spielte der Film 870,7 Millionen US-Dollar an den Kinokassen ein und ist damit auf Platz 79 (Stand: 19. April 2025) der weltweit erfolgreichsten Filme aller Zeiten. Bei der Oscarverleihung 2002 war er in insgesamt dreizehn Kategorien nominiert (darunter auch bester Film und beste Regie), von welchen er in vier gewinnen konnte. 2002 folgte der zweite Teil Der Herr der Ringe: Die zwei Türme und 2003 der dritte Teil Der Herr der Ringe: Die Rückkehr des Königs.
Der Film spielt auf dem Kontinent Mittelerde der fiktiven Welt Arda. Er handelt von der Geschichte des Hobbits Frodo, der in den Besitz eines mächtigen Ringes gerät. Dieser Ring soll zerstört werden, um zu verhindern, dass Sauron, der Dunkle Herrscher, ihn erhält. Sauron könnte damit Mittelerde unterwerfen.

## Handlung
Die Gefährten erzählt zunächst in einem Prolog, wie im Zweiten Zeitalter Mittelerdes die Ringe der Macht geschmiedet und jeweils den Elben-, Zwergen- und Menschenherrschern gegeben wurden. Durch einen Betrug gelangte auch der Dunkle Herrscher Sauron an das Wissen der Kunst des Ringeschmiedens und schuf den Einen Ring. Auf diesen ließ er einen Großteil seiner Macht übergehen und will mit dessen Macht alle anderen Ringe beherrschen und ganz Mittelerde erobern. Trotzdem gelang es den freien Völkern Mittelerdes in einer großen Schlacht, Sauron zu bezwingen. Prinz Isildur schnitt den Einen Ring von Saurons Finger und nahm ihn an sich, weigerte sich jedoch, ihn zu zerstören und Sauron damit endgültig zu vernichten. Er wurde schließlich bei einem Überfall durch Orks getötet, und der Ring sank auf den Grund des Flusses Anduin. 2500 Jahre später, als der Ring schon fast in Vergessenheit geraten war, fand ihn Sméagol, ein Halbling, der durch den Ring mit der Zeit zur widerlichen Kreatur Gollum wurde. Der Ring, der einen eigenen Willen besitzt und alle Wesen verdirbt, die ihn für längere Zeit tragen, vergiftete Gollums Geist fünfhundert Jahre lang, bis er sich auf die Suche nach einem neuen Träger machte und unbeabsichtigt dem Hobbit Bilbo Beutlin in die Hände fiel.
Die eigentliche Handlung beginnt nun – 60 Jahre später – im Auenland, dem Wohnort der meisten Hobbits. Bilbo entschließt sich an seinem 111. Geburtstag (solch ein hohes Alter hatte er nur dank der magischen Fähigkeiten des Ringes erreicht) von dort fortzugehen und seinem Neffen Frodo Beutlin den Ring zu vermachen. Durch das Studium alter Aufzeichnungen findet der Zauberer Gandalf heraus, dass es sich bei diesem um den Ring des dunklen Herrschers Sauron handelt. Sauron, dessen Geist im Laufe der Jahrhunderte wieder erstarkt ist, ist in sein altes Reich Mordor zurückgekehrt und lässt seine Diener, die Nazgûl, nach dem Ring suchen, mit dem er seine gesamte, frühere Macht wiedererlangen könnte. Frodo muss daher aus seiner Heimat fliehen, um diese nicht in Gefahr zu bringen. Sein Gärtner und Freund Samweis Gamdschie sowie seine Cousins Meriadoc „Merry“ Brandybock und Peregrin „Pippin“ Tuk schließen sich ihm nacheinander an.
Gandalf reist in der Zwischenzeit nach Isengart, um den Ältestens seines Ordens, Saruman den Weißen, um Hilfe im Kampf gegen Sauron zu bitten. Dieser ist jedoch bereits von der Macht des Ringes verblendet und beansprucht ihn für sich selbst. Nachdem Gandalf sich weigert, ihm zu helfen, wird er von Saruman nach einem kurzen Kampf auf die Zinne seines Turms Orthanc gesperrt.
Die Hobbits flüchten derweil vor ihren Verfolgern, den Nazgûl, nach Bree, wo ein Treffen mit Gandalf verabredet war, der jedoch in Isengart festgehalten wird. Stattdessen treffen die Hobbits in der Taverne auf einen zwielichtig anmutenden Waldläufer namens Streicher, der sich ihnen als Führer zur Elbenstadt Bruchtal anbietet, was die Hobbits nach kurzem Zögern annehmen. In der Nacht kommt es zum Angriff durch die Nazgúl, die die Hobbits nach Bree verfolgt haben. Durch eine List von Streicher, der die Hobbits unbemerkt in einem anderen Zimmer untergebracht hat, können die Hobbits jedoch unverletzt entkommen. Dabei erzählt ihnen Streicher, dass die Nazgúl die nunmehr untoten Geister früherer Menschkönige sind, die von Sauron durch die ihnen übergebenen Ringe korrumpiert wurden und nun Sklaven seines Willens sind.
Auf der Reise nach Bruchtal wird Frodo bei einem Angriff der Nazgûl durch eine vergiftete Morgul-Klinge schwer verletzt. Durch die Hilfe der Elbin Arwen, die ihnen in der Wildnis begegnet, gelangt er noch rechtzeitig nach Bruchtal. Die Ringgeister werden dabei von den Fluten des sich auf Arwens Befehl hin aufbäumenden Flusses Bruinen fortgerissen. In Bruchtal wird Frodo schließlich von Arwens Vater Elrond, dem Herrn von Bruchtal, geheilt.
In Bruchtal entscheidet ein Rat aus Vertretern der freien Völker Mittelerdes, dass eine Gemeinschaft von neun Gefährten den Ring nach Mordor bringen soll, um ihn dort zu vernichten. Hier offenbart Streicher nun seine wahre Identität als Aragorn, dem letzten Nachfahren Isildurs und somit rechtmäßiger Thronerbe von Gondor. Die Gemeinschaft besteht aus dem Zauberer Gandalf, der vom Adler Gwaihir aus Isengart befreit wurde, den Hobbits Frodo, Sam, Pippin und Merry, den Menschen Aragorn und Boromir, Sohn des Truchseß Denethor von Gondor, dem Elb Legolas, Sohn von König Thranduil von Düsterwald, und dem Zwerg Gimli, dessen Vater Glóin einst mit Bilbo und Thorin zum Einsamen Berg wanderte (s. Der Hobbit).
Auf dem Weg nach Mordor müssen die Gefährten das Nebelgebirge überwinden. Der Versuch, dieses am Berg Caradhras zu überqueren, scheitert an einem von Saruman ausgelösten Schneesturm. Deshalb beschließen sie, einen Umweg durch die Minen von Moria, einer einst blühenden Zwergenstadt, zu nehmen. Dort finden sie die Überreste von einigen Zwergen aus Gimlis Stamm vor, die sich vor vielen Jahren unter der Führung Balins nach Moria gewagt hatten mit dem Ziel, die mittlerweile von Orks überrannte Mine zurückzuerobern. Dort kommt es zu einem Kampf mit einigen Orks und einem Höhlentroll, aus dem die Gemeinschaft zunächst als Sieger hervorgeht. Schließlich taucht jedoch ein Balrog auf, ein Dämon aus der Unterwelt, der einst von den Zwergen bei ihrem Schürfen nach Mithril aufgescheucht wurde und der deren Reich in Moria schließlich vernichtete. Auf der Brücke von Khazad-dûm stellt sich Gandalf schließlich dem Balrog, um diesen aufhalten und der Gemeinschaft die Flucht zu ermöglichen. Beide stürzen während des Kampfes zusammen in eine Schlucht, und seine Gefährten müssen die Reise ohne ihn fortsetzen.
Sie erreichen das Elbenreich Lórien, das von der Elbenfürstin Galadriel und ihrem Mann Celeborn regiert wird. Dort schaut Frodo in Galadriels Spiegel und erkennt die Gefahren, die noch vor ihm liegen. Er bietet Galadriel den Ring an, die – selbst Ringträgerin – diesem Angebot nach einigem Ringen widerstehen kann. Galadriel überreicht bei der Abreise allen Gefährten Geschenke, die ihnen bei ihrer weiteren Reise noch von großen Nutzen sein werden. Frodo Beutlin bekommt von Galadriel eine Phiole mit dem Licht von Earendils Stern. Mit den Booten, die sie von den Elben Lóriens bekommen haben, fahren die Gefährten auf dem Anduin flussabwärts bis nach Parth Galen.
Die Gemeinschaft wird auf dem Weg dorthin von Uruk-hai, von Saruman gezüchtete große Orks, verfolgt. Boromir erliegt der Kraft des Ringes und will Frodo zunächst überreden, mit ihm nach Minas Tirith zu kommen und den Ring gegen Sauron einzusetzen. Als Frodo jedoch ablehnt, versucht Boromir ihm den Ring gewaltsam abzunehmen. Frodo ergreift die Flucht und beschließt, allein weiterzureisen, denn Boromirs gewalttätiger Übergriff hat ihm gezeigt, dass alle in seiner Nähe in Gefahr laufen würden, ebenfalls vom Ring verführt zu werden. Am Fuß des Amon Hen begegnet er Aragorn, der diese Gefahr ebenfalls erkennt und Frodo schweren Herzens ziehen lässt. In Parth Galen kommt es zu einem Endkampf mit den Uruk-hai, bei dem die Gemeinschaft auseinandergerissen wird. Boromir, der wieder zu Sinnen gekommen ist, versucht allein die Hobbits Merry und Pippin vor der angreifenden Übermacht der Uruk-hai zu beschützen. Dabei wird er jedoch von mehreren Pfeilen tödlich getroffen und Merry und Pippin werden von den Uruk-hai verschleppt. Als endlich Aragorn, Legolas und Gimli zum Schlachtfeld kommen, finden sie nur noch den schwer verwundeten Boromir vor, der in Aragorns Armen stirbt. Sam findet Frodo, als dieser allein in eines der Elbenboote steigt. Beide reisen jetzt ohne die anderen Gefährten weiter. Aragorn, Legolas und Gimli hingegen beschließen, die verschleppten Hobbits zu befreien, und nehmen die Verfolgung auf. Der Film endet damit, dass Frodo und Sam auf die Emyn Muil hinabblicken und sich auf den Weg machen.

## Entstehungsgeschichte

### Erster Drehbuchentwurf

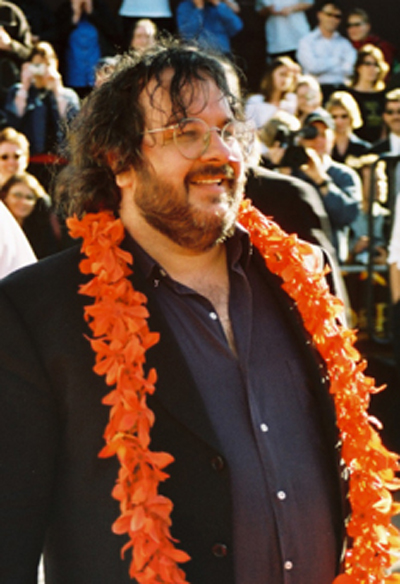
Regisseur Peter Jackson bei der Weltpremiere des dritten Teils des Herrn der Ringe in Wellington (Neuseeland)

Der Regisseur Peter Jackson trug sich schon lange mit dem Gedanken, den Roman Der Herr der Ringe zu verfilmen. Er war sich der Schwierigkeit dieser Aufgabe durchaus bewusst. Auch war ihm schon früh klar, dass man die Geschichte unmöglich in einem einzigen Film unterbringen könne.
In den frühen 1990er Jahren machte sich Peter Jackson gemeinsam mit seiner Ehefrau Fran Walsh daran, ein Drehbuch zu verfassen. Zunächst begannen die beiden damit, den Roman stark zu kürzen. Bereits in diesem frühen Stadium fielen viele Handlungsstränge heraus. Die erste Version des Drehbuches sah lediglich zwei Filme vor. Die Gefährten und Die zwei Türme sollten zu einem Film zusammengefasst und Die Rückkehr des Königs ein eigenständiger Film werden.
Recht früh interessierten sich die großen Firmen aus Hollywood, besonders die Gebrüder Weinstein der Filmproduktionsfirma Miramax, für das Projekt. Jackson und seine Frau begannen nun, das Drehbuch zu visualisieren und Tolkiens Welt in der Realität entstehen zu lassen. Verantwortlich für den gesamten SFX-Bereich war Weta Digital, die Effektschmiede von Richard Taylor, mit der Jackson bereits für die Effekte von Braindead zusammengearbeitet hatte.
Doch während das Projekt bereits Formen annahm, wurden Miramax die Ausmaße des Projektes bewusst – aus Angst vor unkalkulierbaren Kosten wollte man nun, dass die Geschichte in nur einem Film erzählt werden sollte. Dies lehnte Jackson strikt ab. Gerüchten zufolge soll ein weiterer Grund für das Ende der Verhandlungen auch die Zugehörigkeit von Miramax zum Disney-Konzern gewesen sein. Tolkien hatte in seinem Testament ausdrücklich jegliche Verwertung des Romans durch Disney untersagt.

### Zweiter Drehbuchentwurf
Auf der Suche nach einem neuen Geldgeber kam Jackson mit dem Studio New Line Cinema ins Gespräch. Jackson schlug dessen Leiter Bob Shaye eine Verfilmung des Werks in zwei Teilen vor. Shaye bestand sogar auf drei Teilen, was angesichts der hohen Produktions- und Marketingkosten als enormes Risiko galt.
Die bestehenden Drehbuchentwürfe mussten gründlich überarbeitet werden. Jackson und seiner Ehefrau kam jetzt Philippa Boyens als Ko-Autorin zur Hilfe. New Line Cinema erwarben in der Zwischenzeit die Rechte von Miramax.
Peter Jackson konnte in der Folge einige namhafte Der-Herr-der-Ringe-Experten für das Projekt begeistern. So holte er sich unter anderem die Illustratoren Alan Lee und John Howe mit ins Boot. Ihre Zeichnungen und Skizzen waren die Grundlage für die Arbeiten an der Ausstattung des Films.
Besonderen Wert legte Peter Jackson auf die Darstellung des Auenlandes. Die Ausstatter begannen bereits weit über ein Jahr vor dem Drehbeginn mit den Arbeiten, sie pflanzten Gemüse und Blumen an, bauten die im Roman beschriebenen Hobbitbehausungen aus und statteten diese mit angefertigten Möbeln und Gebrauchsgegenständen aus.

### Produktion und Nachproduktion
Der Hauptdreh begann am 11. Oktober 1999 und schloss am 22. Dezember 2000 ab. Bis zum Spätsommer 2003 folgten außerdem noch viele Drehtage für zusätzliche oder veränderte Szenen.
Letztlich arbeitete Peter Jackson mehr als sieben Jahre an dem Werk. Unter Experten galt der Neuseeländer schon seit längerer Zeit als eines der größten Regietalente der letzten Jahre, wobei er mit Filmen wie Braindead oder Heavenly Creatures bis dahin nicht für ein breites Publikum produzierte.

### Drehorte

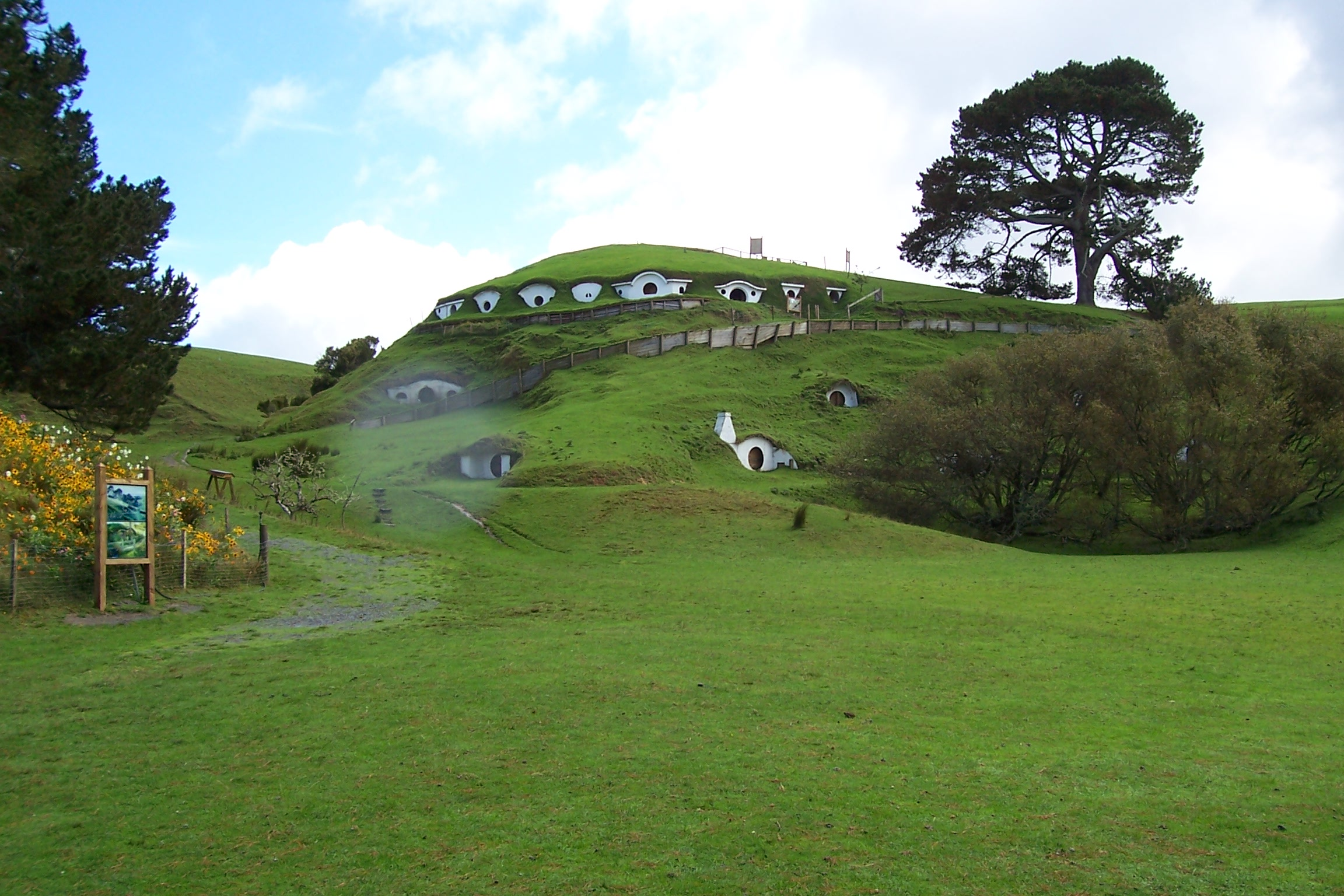
Drehort „Hobbingen“ in der Nähe von Matamata (Neuseeland)

Die Der-Herr-der-Ringe-Trilogie entstand größtenteils in Neuseeland. Die Studioaufnahmen fanden hauptsächlich in Wellington statt. In Matamata entstand das Dorf Hobbingen (engl. „Hobbiton“). Der Mount Ngauruhoe im Tongariro-Nationalpark wurde als der Schicksalsberg inszeniert. Weitere Drehorte waren der Whitireia und der Harcourt Park.
Die Außenaufnahmen sorgten in Neuseeland für einen regelrechten „Der-Herr-der-Ringe“-Tourismus. Auch heute noch werden von Reiseanbietern Touren zu den Drehorten angeboten. Einen wesentlichen Anteil daran hat auch das Marketing der neuseeländischen Regierung. So wurden im Laufe der Zeit beispielsweise von der neuseeländischen Post Briefmarken zum Thema „Herr der Ringe“ veröffentlicht. Zudem hat die Nationalbank von Neuseeland eine spezielle thematische Münzreihe aufgelegt. Das Buch The Lord of the Rings Location Guidebook von Ian Brodie mit ausführlichen Wegbeschreibungen wurde über 200.000-mal verkauft.

### Filmmusik

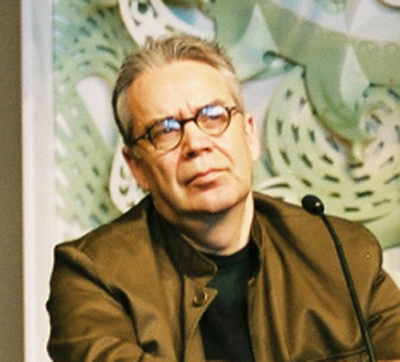
Howard Shore bei der Pressekonferenz zum dritten Teil der Verfilmung in Wellington (Neuseeland)

Für die Musik in allen Teilen der Trilogie verpflichtete Peter Jackson den Komponisten Howard Shore.
Nachdem Shore zuvor für eher ausgefallene und experimentierfreudige Partituren (zum Beispiel für The Cell und für Filme von David Fincher) bekannt war, verlangte Der Herr der Ringe eine klassische Abenteuersinfonie. Bei seiner Komposition orientierte sich Shore am Leitmotiv-Prinzip Richard Wagners, indem er für jeden Ort und jede Lebensform Mittelerdes eine Melodie entwarf. So war die Filmmusik für Die Gefährten hauptsächlich auf das heroische Thema für die Gemeinschaft des Ringes und die spielerischen Flötenmelodien der Hobbits zentriert. Als Gegenpart kamen kriegerische, stampfende Rhythmen für die Orks und Saruman dazu.
Viel Wert legte Shore auf den Einsatz von Chören, die die mystische Atmosphäre des Films unterstützen. Als Titelsong für den Film Die Gefährten wurde May It Be, gesungen von der irischen Sängerin Enya, gewählt.
Der Soundtrack verkaufte sich gut und erhielt zahlreiche Auszeichnungen, darunter einen Oscar für die beste Filmmusik.

## Veränderungen gegenüber der Buchvorlage
Obwohl er einen mit einer Spieldauer von drei Stunden ungewöhnlich langen Kinofilm drehte, musste Regisseur Peter Jackson die Handlung kürzen. Darüber hinaus veränderte das Team an mehreren Stellen aus dramaturgischen Gründen das Drehbuch gegenüber dem Handlungsstrang der Romanvorlage.
So stellt der Film der eigentlichen Handlung einen Prolog voran, der die komplizierte Vorgeschichte kurz szenisch zusammenfasst und von Galadriel gesprochen wird. Auch Ralph Bakshi hatte in seinem Zeichentrickfilm bereits auf dieses Mittel zurückgegriffen. Tolkien hingegen erklärt die Hintergründe in seinem Buch nicht, sondern lässt Protagonisten und Leser das wahre Ausmaß der Gefahr und der Identität des Ringes schrittweise entdecken. Außerdem lässt der Film größere Zeitabschnitte aus. Zwischen der Übergabe des Rings an Frodo und dem erneuten Auftauchen Gandalfs vergehen in der Romanvorlage 17 Jahre. Auch der Aufbruch Frodos aus dem Auenland gestaltet sich langsamer: Frodo verkauft das Anwesen Beutelsend an seine Verwandten (die von Bilbo verachteten Sackheim-Beutlins) und inszeniert sein Fortgehen als Umzug nach Krickloch, einem anderen Ortsteil des Auenlands. Meriadoc Brandybock (Merry) stößt in Tolkiens Geschichte erst später hinzu, und seine Entscheidung und die Peregrin Tuks (Pippins), Frodo zu begleiten, wird als besonderer Freundschaftsdienst betont, während das Treffen im Film mitten im Maisfeld des Bauern Maggot, von dem sie im Roman während der Begegnung mit dem Nazgúl aufgegriffen und bewirtet werden, eher zufällig stattfindet. Zudem ist Frodo im Roman bereits 50 Jahre alt, wirkt aber im Film wesentlich jünger, diese Änderung betrifft aber auch König Theoden in Teil 2, der in der Vorlage 75 Jahre alt ist, und andere Figuren der Trilogie.
Die Hobbits Merry und Pippin werden vor allem in den Auenland-Szenen stärker als Unruhestifter und Tunichtgute vorgestellt, als dies bei Tolkien der Fall war. Diese Rolle zieht sich durch die ganze Trilogie. Jackson erklärte in seinem Kommentar auf der DVD, dass er die Figuren dazu benutzte, mehr Komik in die Geschichte zu bringen.
Jackson strich die Kapitel im Alten Wald aus der Handlung. Bis heute gilt die Figur Tom Bombadil auch in der wissenschaftlichen Szene als eine der rätselhaftesten Figuren, wobei Tolkien selbst erklärte, dass sie für die Geschichte „eigentlich nicht wichtig ist“. Der Abstecher in die Hügelgräber erklärt im Buch, woher die Hobbits die Dolche haben. Im Film bekommen sie sie von Aragorn.
In der Romanvorlage wird der Leser nicht direkt Augenzeuge der Nazgûl, die in Bree die Betten der Hobbits zerstören, sondern erfährt dies erst am nächsten Tag. Zudem führen sie das Attentat nicht wie im Buch aus, indem sie sich heimlich durch das Fenster ins Schlafzimmer der Hobbits schleichen, sondern dringen im Film mit roher Gewalt frontal in das Gasthaus ein. Auch hier weist Jacksons Film Parallelen zu Bakshis Zeichentrickverfilmung auf. In dieser gleicht der Aufbau des Films jener Szene, inklusive der Kameraeinstellung.
Bei der Auseinandersetzung zwischen Saruman und Gandalf nimmt Saruman Gandalf den Stab ab. In der Romanvorlage verliert Gandalf seinen Stab nicht.
Sarumans Motive sind im Film andere als im Buch. Dort gerät er durch den Palantir unter den dunklen Einfluss Saurons und erklärt sich zu einem eigenständigen Machthaber und zu dessen Rivale. Im Film bildet er ein Bündnis mit Sauron, jedoch von vornherein mit der Absicht, diesen zu betrügen und den Ring selbst an sich zu nehmen.
Gandalfs Kampf auf der Wetterspitze wird im Film nicht erwähnt. Im Roman finden Aragorn und die Hobbits dort Steine mit eingeritzten Runen, die auf Gandalfs Aufenthalt dort wenige Tage zuvor hinweisen.
Arwen wird als neue Hauptfigur eingeführt, während sie im Buch vor allem eine passive Rolle hat. In Die Gefährten trifft sie Aragorn und die Hobbits nach der Nazgûl-Attacke auf der Wetterspitze, bringt Frodo mit ihrem Pferd in Sicherheit und beschwört die Flut des Bruinen. In der Romanvorlage treffen die Hobbits dagegen auf den Elben Glorfindel und Aragorn, der sein Elbenpferd Asfaloth alleine mit dem durch die Morgulklinge verletzten Frodo losschickt, während Elrond es ist, der den Bruinen anschwellen lässt, in welchen die Nazgûl von Aragorn und Glorfindel getrieben wurden, nachdem diese Frodo eingeholt und gestellt hatten. Die Betonung einer weiblichen Hauptfigur Arwen als „Kriegerprinzessin“ erweckte im Vorfeld der Verfilmung den größten Wirbel der möglichen Veränderungen, vor allem, da es hieß, dass Arwen auch in Helms Klamm an der Seite von Aragorn kämpfen werde.
Jackson veränderte auch den Charakter Aragorns in einen sehr viel zweifelnderen, mit seiner Bestimmung als Erbe Isildurs hadernden Menschen, als ihn Tolkien beschrieb: Die Regisseure wollten einen stärkeren Akzent auf die tatsächliche Entscheidung Aragorns legen, sich zum König von Gondor zu erklären, was er letztlich nur widerwillig tut. Deutlichstes Beispiel dafür ist sein Auftritt in Bruchtal. In der Romanvorlage schmiedet Aragorn vor dem Aufbruch der Gefährten aus den Splittern von Narsil sein neues Schwert Andúril. Im Film tauchen die Bruchstücke des Schwertes auf, aber Aragorn lässt sie in Bruchtal. Während Tolkien also in seinem Buch vor allem mit archetypischen Charakteren arbeitet, die sich zum Großteil nicht verändern, verfolgte Jackson streng die Idee des sich entwickelnden Charakters.
Im Roman ist Elrond nicht gegen die Verbindung von Arwen und Aragorn, während er dies im Film aufgrund von Aragorns Sterblichkeit zunächst strikt ablehnt und diesen sogar indirekt bittet, sie zu verlassen, damit sie bei ihrem Volk bleiben kann und nicht ebenfalls sterblich wird.
Bei der Entscheidung über die Route nach Gondor ist es in der Romanvorlage Gandalf, der für Moria votiert, nachdem der Weg über den Gebirgspass von Caradhras wegen eines Schneesturms – durch einen Zauber von Saruman hervorgerufen – unmöglich wurde. Erst als Boromir und Legolas protestieren, befragt er Frodo, der daraufhin Gandalf sein Vertrauen ausspricht. Im Film schlägt Gandalf den Weg über den Caradhras vor und überlässt schließlich im Schneesturm Frodo die Bürde, sich gegen ihn zu entscheiden – eine dramaturgische Veränderung Jacksons, die Tolkiens Darstellung der Beziehung zwischen Gandalf und Frodo widerspricht.
Die Herkunft des Balrog wird im Film nur beiläufig erwähnt, er wird als „Dämon aus der Alten Welt“ bezeichnet und als riesiges, feuriges Monstrum dargestellt. In Tolkiens Geschichte gehören die Balrogs, ebenso wie Gandalf, zu den Maiar, wurden jedoch von Melkor, dem ersten Dunklen Herrscher korrumpiert. Ebenso wie die Zauberer sind sie uralt, hochintelligent und ebenfalls in der Zauberei kundig. Auch die jahrelang unter Tolkien-Fans diskutierte Frage, ob der Balrog Flügel habe, wird zumindest im Film eindeutig mit „Ja“ beantwortet. Im Buch ist lediglich von schemenhaften, wie Flügel anmutenden Umrissen die Rede, was zudem sehr poetisch umschrieben wurde.
Die Verteilung der Geschenke von Galadriel an die Gemeinschaft wurde von Jackson zwar gedreht, später aber für die Kinofassung herausgeschnitten. Es ist dadurch unklar, woher die Gemeinschaft in den nachfolgenden Teilen Gegenstände wie das Elbenseil oder die Broschen, die Merry und Pippin während ihrer Entführung fallen lassen, hat. In der Special Extended Edition ist diese Szene zu sehen, widerspricht aber in manchen Punkten der Romanvorlage. So erhalten Merry, Pippin und Boromir im Buch Gürtel, im Film jedoch bekommen die beiden Hobbits Dolche, während Boromir in dieser Szene gar nicht in Erscheinung tritt. Auch Sams und Aragorns Geschenke wurden stark abgeändert: Im Buch gibt Galadriel Sam eine Schachtel mit Erde aus ihrem Garten. Mit dieser verschönert er am Ende der Trilogie die Gärten des Auenlands. Im Film übergibt sie ihm jedoch ein (für die Story bedeutenderes) Seil. Bei Tolkien werden hingegen mehrere Seile zum Vertäuen der Boote der ganzen Gemeinschaft zur Verfügung gestellt, von welchem Sam eines behält. Aragorn erhält im Buch eine Scheide für sein Schwert Andúril. Da er dieses in der Verfilmung erst an einem späteren Punkt bekommt, wird die Scheide hier durch ein Elbenmesser „ersetzt“, welches Celeborn ihm schenkt.
Der Elessar, der im Buch eine bedeutende Rolle einnimmt, fehlt in der Verfilmung. An seine Stelle tritt ein Juwel, welches Aragorn bereits in Bruchtal von Arwen und nicht (wie den Elessar im Buch) in Lorien von Galadriel erhält. Auch hier gab Jackson Arwen eine aktivere, zentralere Rolle, als Tolkien das getan hat.
Bevor Frodo die Gemeinschaft verlässt, trifft er im Film noch einmal auf Aragorn, der ihn vor den Uruk-hai beschützt und freiwillig ziehen lässt, eine Dramatisierung der Handlung, die in der Romanvorlage nicht auftaucht.
Aragorn nimmt im Buch nicht am Kampf gegen die Uruks teil und bleibt bis nach der Schlacht von Legolas und Gimli getrennt. Der Uruk-Hauptmann Lurtz, der Boromir tötet, kommt nur im Film vor. Im Buch wird nicht erwähnt, wer genau Boromir getötet hat.
Boromirs Tod findet im Roman erst zu Beginn des zweiten Bandes Die Zwei Türme statt. In der Filmtrilogie  wurde er stattdessen ans Ende des ersten Films verlegt, um die Geschichte der Gemeinschaft des Ringes abzuschließen.

## Rezeption

### Kritiken
Die Gefährten erhielt ein sehr gutes Presseecho, was sich auch in den Auswertungen US-amerikanischer Aggregatoren widerspiegelt. So erfasst Rotten Tomatoes fast ausschließlich wohlwollende Besprechungen und ordnet den Film damit als „Zertifiziert Frisch“ ein. Metacritic ermittelt aus den vorliegenden Bewertungen „Einhelliges Lob“. Und They Shoot Pictures, Don’t They? zählt Die Gefährten zu den angesehensten Werken der Filmgeschichte. Es folgen einige repräsentative Pressestimmen:

„Der erste Teil von J. R. R. Tolkiens Fantasy-Klassiker um den archaischen Kampf von Gut und Böse in einer magischen Welt fremder Völker und Kulturen, inszeniert als bildgewaltiges Abenteuerkino, das die Schrecken wie die poesievollen Momente der ausufernden Fabel eindrucksvoll festhält.“

„Unvergessliche Bilder, atemberaubende Spannung und große Emotionalität: Der Herr der Ringe wird die Zuschauer von den Eindrücken erschlagen mit offen stehenden Mündern aus dem Kinosaal gehen lassen – garantiert!“

„Technisch eindrucksvolle, dem Geist des Originals durchaus entsprechende Verfilmung vom ersten Band der berühmten Tolkien-Trilogie: Leider dadurch aber auch eine ein wenig zu glatte und emotionsarme Angelegenheit.“

„Ich würde jetzt gerne sagen, dass dies der neue Standard ist, an dem sich Big-Budget-Filme messen müssen, aber machen wir uns nichts vor. In den nächsten Jahren wird es für die Blockbuster der Konkurrenz sehr schwer werden, The Two Towers und The Return of the King, den beiden anderen Teilen des Lord of the Rings, etwas entgegenzusetzen. Etwas annähernd Vergleichbares ist jedenfalls erst einmal nicht zu erwarten.“

„Der Herr der Ringe – Die Gefährten fesselt bis zur letzten Minute. Er richtet sich nicht an ein spezielles Publikum, nicht nur an die zahllosen Leser und Fans. Das liegt an der Vielschichtigkeit der literarischen Vorlage, die viele – unterschiedlich motivierte – Zugänge bietet, an der werkgetreuen und phantasiereichen filmischen Umsetzung, der gelungenen Regie und nicht zuletzt dem verinnerlichten Spiel der Darsteller. Die lange Drehzeit und die bizarr schöne Natur Neuseelands hat ihnen dabei geholfen, so glaubhaft in die Figuren zu schlüpfen.“

### Nachwirkungen
Neben der Verfilmung der Harry-Potter-Romane gehört die Verfilmung des Herr-der-Ringe-Romans zu den Wegbereitern für eine neue Fantasywelle in den Kinos. Zu den folgenden Fantasy-Verfilmungen gehören zum Beispiel Die Chroniken von Narnia: Der König von Narnia (2005) oder Eragon – Das Vermächtnis der Drachenreiter (2006).
Die Filmtrilogie hat zahlreiche Parodien bzw. Anspielungen in anderen Filmen zur Folge gehabt. Hierzu gehört beispielsweise die Schweizer Filmproduktion The Ring Thing. Eine der bekanntesten Parodien auf den Film gab es bei den MTV Movie Awards 2002, bei der Elronds Rat in Bruchtal u. a. mit Jack Black und Sarah Michelle Gellar parodiert wurde. Diese Parodie findet man als sogenanntes Easter Egg auch auf der DVD-Veröffentlichung zu Die Gefährten. Eine weitere Parodie gab es im Rahmen der britischen Serie French & Saunders, bei der in einem Osterspecial 2002 ebenfalls Teile aus dem ersten Teil der Verfilmung parodiert wurden. Außerdem wurden in bekannten Zeichentrickserien wie South Park oder den Simpsons Elemente aus dem Werk eingebracht und selbst in der romantischen Komödie Nie wieder Sex mit der Ex wurden Gandalfs Worte „You shall not pass“ aufgegriffen.
Auch zahlreiche Fanprojekte haben sich in der Folge mit der Verfilmung von Peter Jackson befasst. Zu den bekannteren gehören hierbei das Projekt Lord of the Weed, bei welchem die Anfangssequenz aus Die Gefährten neu synchronisiert und mit neuer Musik unterlegt wurde, sowie der russische Fanfilm The Trouble of the Rings, der alle drei Teile von Jacksons Verfilmung nachstellt.

## Auszeichnungen
Bei der Oscarverleihung 2002 erhielt der Film vier Oscars: für die Filmmusik, die visuellen Effekte, das Make-up und die Kamera. Insgesamt war der Film für 13 Oscars nominiert, darunter auch für die beste Regie und als bester Film. Bei der Verleihung der Golden Globes 2002 hingegen ging der Film trotz vierfacher Nominierung (darunter Bester Film (Drama) und Beste Regie) leer aus.
Im Rahmen der BAFTA Awards 2002 erhielt Der Herr der Ringe: Die Gefährten fünf Auszeichnungen. Zu den wichtigsten gehörten der Preis als bester Film, für die beste Regie sowie der Publikumspreis. Der Erfolg des Filmes in Deutschland spiegelte sich unter anderem in der Verleihung des Bogey-Awards in Titan für zehn Millionen Kinobesucher in 100 Tagen wider.
Zu einigen weiteren Auszeichnungen gehören zwei Darstellerpreise bei den Empire Awards 2002 für Elijah Wood (bester Darsteller) und Orlando Bloom (bestes Filmdebüt) sowie der Preis als bester Film.
Die Originalmusik zum Film wurde 2003 mit einem Grammy ausgezeichnet.
2021 wurde der Film in das National Film Registry aufgenommen.

## Veröffentlichungen
Nach der Vorführung im Kino wurde Der Herr der Ringe: Die Gefährten im Herbst 2002 als DVD und VHS veröffentlicht. Diese Ausgaben entsprachen der Fassung, welche weltweit in den Kinos zu sehen war.
Kurz vor dem Kinostart von Der Herr der Ringe: Die zwei Türme wurde im November 2002 eine Special Extended Edition sowohl auf DVD als auch auf VHS veröffentlicht. Diese erweiterte Fassung des Films beinhaltet über 30 zusätzliche Filmminuten und erweitert mehrere Handlungselemente. Die erweiterte Version von Der Herr der Ringe: Die Gefährten wurde von der FSK mit der Einstufung ab 16 freigegeben.
Mit Erscheinen des dritten Teils wurden verschiedene Trilogie-Editionen auf DVD veröffentlicht.
Nachdem Der Herr der Ringe: Die Gefährten bereits auf Premiere und im Schweizer Fernsehen ausgestrahlt wurde, erfolgte die deutsche Free-TV-Premiere am 27. März 2005 um 20:15 Uhr auf RTL. Den Film sahen insgesamt 5,93 Millionen Zuschauer bei einem Marktanteil von 21,1 Prozent. In der Zielgruppe der 14- bis 49-Jährigen sahen 3,72 Millionen Zuschauer bei einem Marktanteil von 30,8 Prozent zu.
Im Jahr 2010 erfolgte die Veröffentlichung der Kinofassung auf Blu-ray, sowohl einzeln wie in einer Trilogiebox. Die Special Extended Edition wurde erstmals 2012 auf Blu-ray und ausschließlich als Trilogie vertrieben.
Im Dezember 2020 erschien Die Gefährten, zusammen mit den anderen beiden Filmen der Trilogie, restauriert und mit einer 4K-Bildauflösung als Extended Edition auf Ultra HD Blu-ray.

## Sonstiges
- Christopher Lee war der einzige Darsteller, der J. R. R. Tolkien persönlich kannte.
- Regisseur Peter Jackson ist in einem Cameo-Auftritt in Bree zu sehen.
- Ian Holm, Darsteller des Bilbo Beutlin, hat in der 1981 für die BBC adaptierten Radiofassung Frodo gesprochen.
- Stuart Townsend wurde in der Rolle des Aragorn durch Viggo Mortensen ausgetauscht.[29] Zuvor hatte es Russell Crowe abgelehnt, sie gegen eine 10-prozentige Gewinnbeteiligung zu übernehmen.[30]
- Für die Rolle der Galadriel hatte Regisseur Jackson ursprünglich die neuseeländische Schauspielerin Lucy Lawless vorgesehen. Aufgrund ihrer Schwangerschaft musste diese ablehnen.
- Sean Connery lehnte die Rolle des Gandalf ab, weil er die Handlung nicht verstand – eine Entscheidung, die ihn eine 15-prozentige Gewinnbeteiligung in Höhe von mittlerweile 450 Mio. US-Dollar kostete.[31]
- Zum Zeichen ihrer Freundschaft, die bei dem Filmdreh entstand, haben sich die Darsteller der neun Gefährten tätowieren lassen.[32] Nur John Rhys-Davies, der die Rolle des Gimli spielt, wollte kein Tattoo.[33]
- Es gibt einige Gemeinsamkeiten zu Ralph Bakshis Zeichentrickfilm:
  - Die Szene, in der der Nazgúl die Hobbits im Auenland wittert und nah über ihnen ist, während sie sich in einem zum Teil hohlen Baum verstecken, ist nahezu identisch.
  - Auch in Bakshis Film treffen sie an der Furt von Bruchtal nach Frodos Verwundung auf der Wetterspitze nicht wie im Roman auf Glorfindel. Hier wiederum begegnet ihnen Legolas, während es in Peter Jacksons Film Arwen ist.
  - Das versteckte Zwergentor am Eingang zu den Minen von Moria besitzt in Jacksons Film dieselben Verzierungen wie im Trickfilm.